# Presa El Caracol
La Presa El Caracol más formalmente llamada Presa Ingeniero Carlos Ramírez Ulloa, es una presa ubicada en el cauce del río Balsas en los municipios de  Apaxtla, Guerrero y Heliodoro Castillo, Guerrero, en Apaxtla de Castrejón, fueron construidas la carretera Apaxtla-El Caracol para tener acceso a lo que sería la presa y la  unidad habitacional para los trabajadores de la hidroeléctrica que a la fecha sigue funcionando como tal y diariamente trasladan a los trabajadores a la presa. 
Fue puesta en operación el 16 de diciembre de 1986, cuenta con una central hidroeléctrica que tiene capacidad de generar 600 megawatts de energía eléctrica, su embalse tiene una capacidad de albergar 1,414 hectómetros cúbicos de agua dulce, su cortina mide 126 m, aproximadamente 200 km río abajo inicia el embalse de la Presa Infiernillo.